# ブッラ

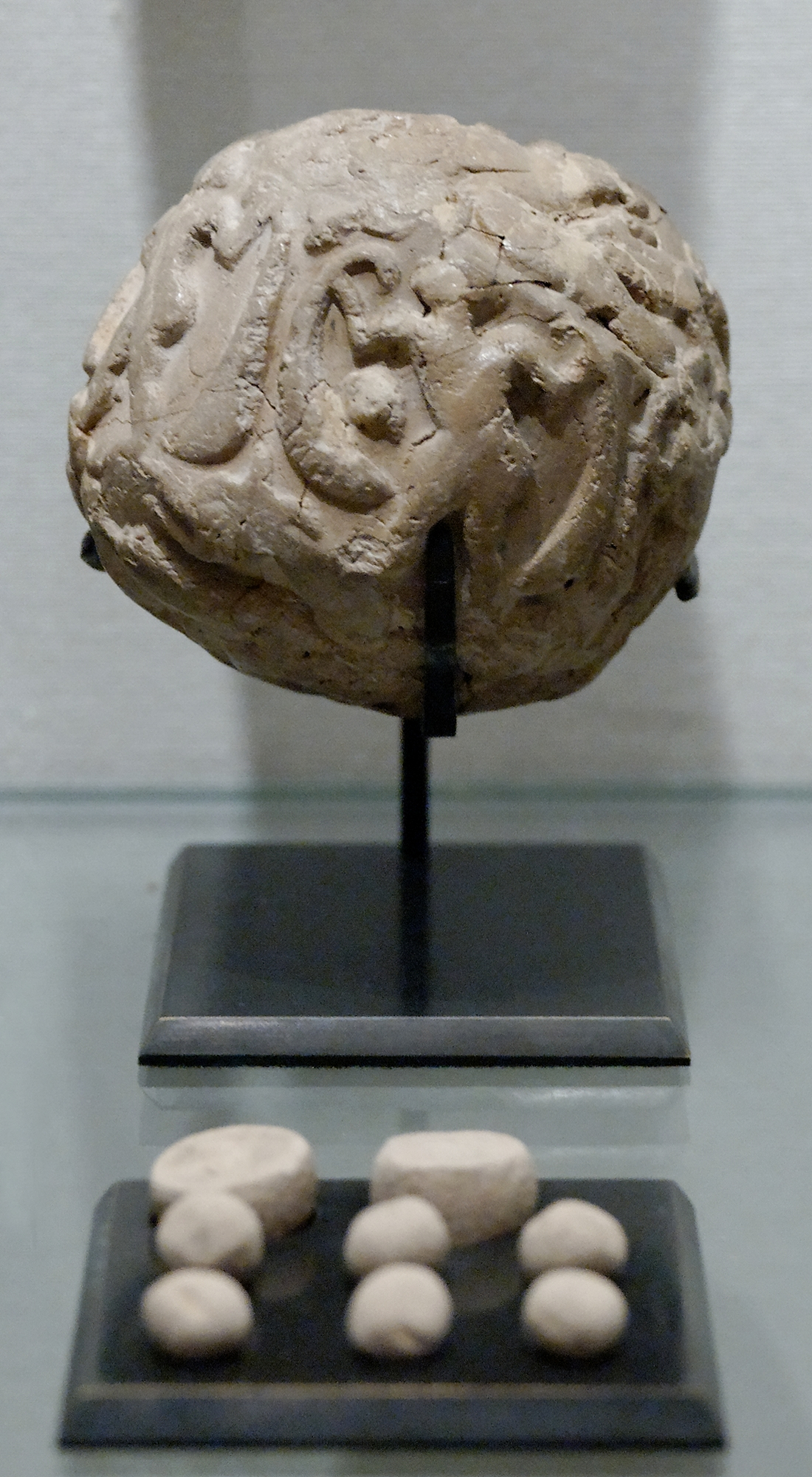
球形の粘土容器であるブッラ（写真上）。中にはトークンが入っていた（写真下）。紀元前4000年-3100年。

ブッラ（Bulla）とは古代メソポタミアを中心に使われていた粘土製の遺物を指す。ギリシャ語で印影を意味する言葉に由来し、小型の粘土製品（トークン）が入っている容器そのものを指す。
本記事では、ブッラとともに使われ、密接な関係をもつ遺物であるトークンについても記述する。これらは紀元前35世紀以降のウルク文化において、計算や物資の管理に使われたとされ、現在のシリアからイランにかけての広範な地域で発見されている。新石器時代から計算具として使われていたという説や、トークンが文字の原型になったという説もある。

## 発見・命名
1925年にイラク北部にあたるヌジで、約3500年前の遺物が発見された。粘土文書の中には、中空で卵形の粘土ボールがあり、その中には小型の粘土製品が入っていた。考古学者マックス・フォン・オッペンハイムの分析によって、中空の粘土ボールにはヒツジとヤギの頭数が記録されており、中には同じ数の粘土製品があった。さらに、同じ内容の粘土板文書も発見されたことから、文字を読める者が粘土板文書を使い、文字を読めない者に同じ内容の粘土ボールを渡したと推測された。
美術史家ピエール・アミエは、中空の粘土ボールの中に粘土製品が入っている遺物を調査した。ボールの表面には粘土板の文書と同じ数字が押されており、アミエはこのボールをギリシャ語で印影を意味する「ブッラ」と名付けた。考古学者デニス・シュマント＝ベッセラは、ボールに入っていた遺物の形が幾何学的であり、西アジア各地で似たような出土品があることに注目し、中に入っている遺物をトークンとして研究した。ブッラとトークンの研究が進むにつれて、これらの遺物が物資の管理に使われていたことが判明した。

## 使用地域・年代
ブッラやトークンが出土する地域は、西端はシリア北西のハブーバ・カビーラ、東端はイラン高原南部のテペ・ヤヒヤで都市遺跡にあたる。初期のトークンは紀元前8000年の先土器新石器時代 A（PPNA）には存在しており、印象と印影は紀元前7000年の先土器新石器時代 B（PPNB）後期、トークンと印影のあるブッラは紀元前6000年期後期、印影のあるラグビーボール型ブッラは紀元前5000年のハラフ文化から確認でき、のちの時代でも使われている。中空の球形ブッラが多いのは紀元前2000年からであり、主にウルク文化の後期や直後にかけてとなる。
ウルク文化は紀元前4000年までに東地中海からイラン高原にかけて広がった文化圏であり、南メソポタミアを中心とする都市、そしてメソポタミアから移り住んだ人々の集落や周辺民族の集落が建設されていた。南メソポタミアは灌漑農業による麦などの穀物や、牧畜による羊毛が豊富であったが、木材・石材・金属は不足しており、遠方との交易で物資を確保する必要があった。そのために物資の管理システムが発達した。

## 形状

### トークン
トークンの素材はほとんどが粘土で、他に石やアスファルトが使われている。初期のトークンは球形や円錐形などシンプルな幾何学形で、プレーン・トークンと呼ばれる。のちに孔をあけたものや複雑な形のものが使われるようになり、コンプレックス・トークンと呼ばれる。孔の目的は、紐を通して複数のトークンを管理したり、ブッラとつなげた可能性もある。
スーサ、ハブーバ・ケビーラ、テロ、ウルクで出土したトークンは共通点が多く、スーサとウルクは規格も同じになっている。これらの地域ではトークンの意味が共有されていた可能性が高い。チョガ・ミシュやハジュネビで出土したボール型ブッラのトークンもウルクと一致する。

### ブッラ
ブッラの形状にはラグビーボール型や球形がある。ラグビーボール型には表面に印影が押してあり、穴に紐を通すようになっていた。
ブッラの表面に押す印には、トークンと同じ形が押されたものもあり、ブッラを割らなくても物資の種類と数量が確認できる。このタイプは粘土板により近い機能を果たす。数字の確認が容易になると、トークンを入れる必要がなくなるため、形状も球形から直方体へと変わってゆき、粘土板の形式が整っていった。

## 使用法

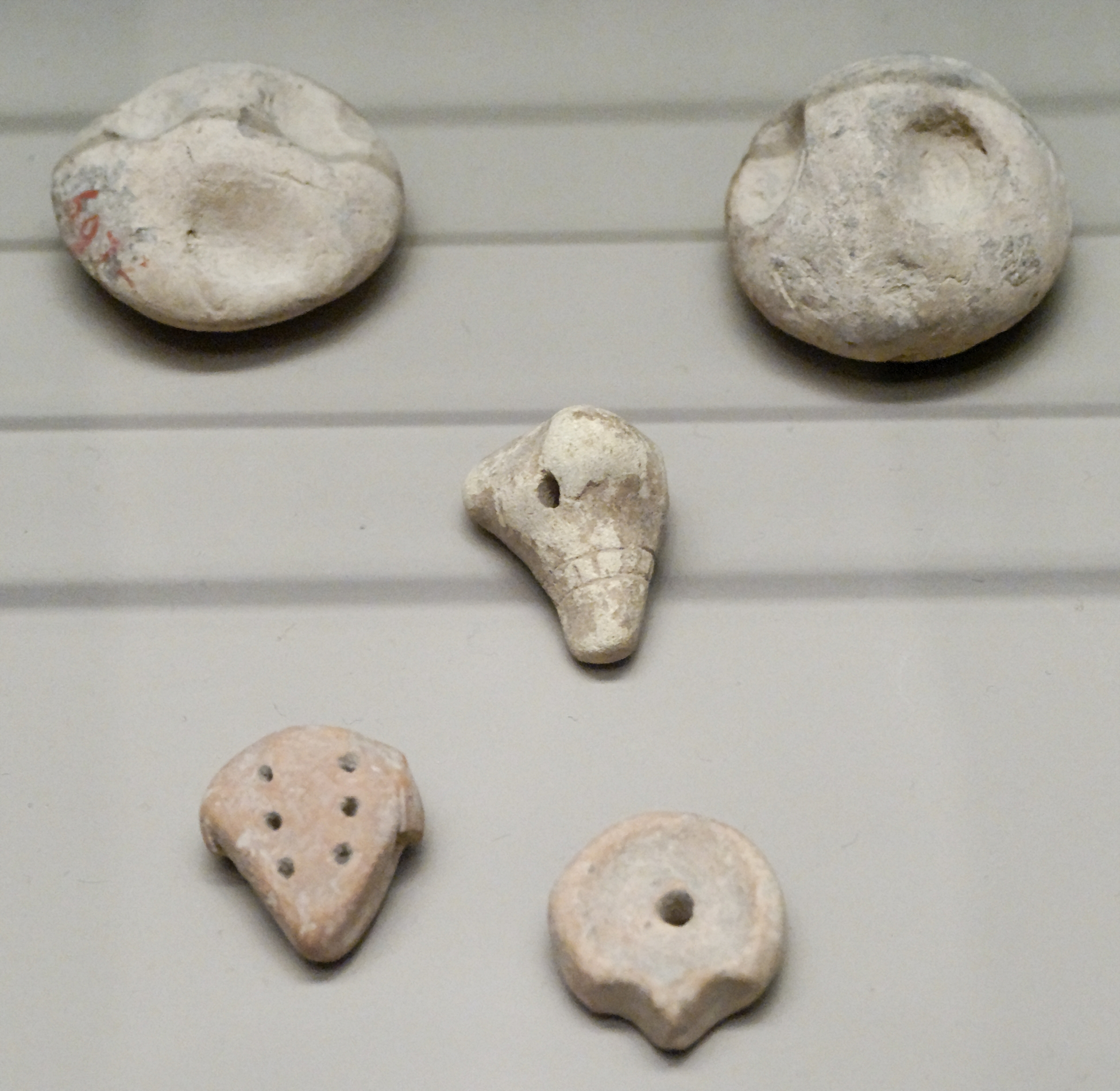
ブッラの中に入っていたトークン。さまざまな形があり、物資の種類を表していたとされる。

ウルク文化の後期から物資の管理が多種類かつ大量となり、必要にともなってブッラやトークンの管理システムが発達した。貯蔵された物資は神殿を中心に記録され、住民に分け与える再配分の制度や、他の地域との交易に使われた。
トークンとブッラは、物資を送る時に渡したと推測されている。送り手は物資の内容を示したトークンをブッラの中に入れ、受取手は物資の確認が必要なときにブッラを割って物資の数量を確認した。または物資を管理する者が、倉庫の中にある物を記録するためにブッラとトークンを使った。現在における商品送り状や、管理の申し送り状のような機能を果たした。トークンやブッラの使用者は、神殿で働く官僚や書記であり、古代の簿記システムでもあった。シュメルでは、文字を読めない者のためにトークンとブッラが粘土板と併用された。
トークンには、地域を越えて使われたものと、地域内で使われたものがある。南メソポタミアでは種類が多様化し、交易をする地域では同様のトークンが使われた。それに対して地域内の物資管理用のトークンが中心となった地域では、独自のものを使い続けた。

## 文字との関係
ウルク文化圏にはさまざまな言語があったが、ブッラやトークン、粘土板などは文化圏内で広く使われていた。このため、経済的には類似した制度や度量衡が普及していたと推測される。たとえば南メソポタミアではプロト・シュメル語、スーサではプロト・エラム語が使われていた時代に、同じウルク様式の物資管理が行われており、植民の可能性もある。
トークンやブッラが、文字の起源になったという研究もある。シュマント＝ベッセラは、プレーン・トークンを押した跡が数詞の起源となり、複雑な形をもつコンプレックス・トークンは記号として絵文字の起源になったと論じている。また、中空のブッラとトークンによる記録が簡略化されて、トークンを押した粘土板へと変化したと推測した。